# 唐河谷 (英國國會選區)
唐河谷（英語：Don Valley），英國國會一郡選區，包括英格蘭南約克郡唐卡斯特都市自治市南部七個地方選區。
本區創設於1918年，自1922年以來一直支持工黨。在2019年英國大選中，保守党籍候选人尼克·弗莱彻以43.2%对35.2%的得票率胜过谋求连任的工党籍前议员卡罗琳·弗林特（于1997–2019年间任该选区议员），成为该选区自创建起101年来的首位保守党籍议员。